# Bloye
Bloye is een gemeente in het Franse departement Haute-Savoie (regio Auvergne-Rhône-Alpes) en telt 463 inwoners (2004). De plaats maakt deel uit van het arrondissement Annecy.

## Geografie
De oppervlakte van Bloye bedraagt 4,4 km², de bevolkingsdichtheid is 105,2 inwoners per km².
De onderstaande kaart toont de ligging van Bloye met de belangrijkste infrastructuur en aangrenzende gemeenten.

## Demografie
Onderstaande figuur toont het verloop van het inwonertal (bron: INSEE-tellingen).